# Paul McGuigan
Paul Francis McGuigan, född 9 maj 1971 i Manchester, Lancashire, är en brittisk musiker. McGuigan var basist i engelska rockbandet Oasis mellan 1991 och 1999 och var med och bildade bandet tillsammans med Liam Gallagher, Paul Arthurs och Tony McCarroll. 
McGuigan lämnade Oasis först 1995, under en turné i USA. McGuigan ersattes då av Scott McCloud, men McGuigan beslöt sig för att återvända kort därefter. Han medverkade på tre album med Oasis, Definitely Maybe (1994), (What's the Story) Morning Glory? (1995) samt Be Here Now (1997).
McGuigan lämnade Oasis av familjeskäl samtidigt som gitarristen Paul Arthurs under inspelningen av bandets fjärde album Standing on the Shoulder of Giants år 2000. Alla spår som Arthurs och McGuigan spelat in till skivan raderades och spelades senare in av Paul Stacey och Mark Coyle.
Vad Paul McGuigan gjort sedan 1999 är oklart och han sägs inte engagera sig musikaliskt.